# شهیدان (زابلی)
شهیدان روستایی در دهستان زابلی بخش مرکزی شهرستان مهرستان استان سیستان و بلوچستان ایران است.

## جمعیت
بر پایه سرشماری عمومی نفوس و مسکن در سال ۱۳۹۵ جمعیت این روستا ۱۶۰ نفر (۳۴خانوار) بوده‌است.